# ナカビゾン
ナカビゾンあるいはナカビソーン、NAKAVISONとは、中松義郎が関与した複数の音響機器の名称。教育教材販売会社の社名にも使われていた。

## 種類

### 重色レコード / 積紙式完全自動連奏蓄音器

重色レコードの動作図。色分けされた二つの波形が記録されているので、往路と復路で異なる音声を再生することができる。

中松が1952年に日本の特許を取得した、音の波形が段状に記録（印刷）された紙と、それを連続して光学的に読み取る再生機（オプティカル・サウンド参照）。
星野愷が開発した磁気録音再生機「シンクロリーダー」が話題になっていた1958年に類似点のある特許として注目されており、製品化はされていないものの、その時点でナカビソーン（ナカビ・ソーン、ナカ・ビソーン）と呼ばれていた。ただし中松の著書では最初のナカビゾンが磁気記録式でなかった事は伏せられており、1997年の著書で重色レコードが言及された際にもナカビゾンとは別物であるかの様に扱われていた。
後に中松はこれを世界初の「フロッピー媒体」であるとして、フロッピーディスクは自身の発明との主張を始めた（中松義郎#フロッピーディスク参照）。また、光でレコードを再生する事がCDの、そして二重に記録して分離再生する事が（恐らく二層式の）DVDビデオディスクの基本発明でもあると主張している。

### 万能シートレコーダー
シンクロリーダー同様に磁気シート（磁性体を塗布した紙）を用い、既にリコーから発売されていたシンクロファクスにも類似した録音再生機。
1960年から1961年にかけて中松と提携して「ナカビゾン」もしくは「コロムビア・ナカビゾン」として日本コロムビアからの発売が報道された。また、中松との関係には触れられていないが、1961年に「オールトランジスター式の万能シートレコーダー（ナカビソーン）」として日本コロムビアからの発売が報道された。1961年末ごろに「コロムビアナカビゾン」（コロムビア・ナカビゾン）の商品名で発売。
中松の著書ではナカビゾンについて「コロンビアで試作、学研で量産」と記されている。
なお1966年9月にニューヨークで行われた「世界発明コンテスト」にて、これと同一と見られる「ナカビゾン」を出品して優勝したと中松は主張している。中松によると朝日新聞でもこの優勝が報じられたとされるが、該当する記事は確認されていない。

### シート式学習機
1975年に学研から磁気シート式録音再生機を使用した個人向け学習教材が「学研ナカビゾン」として発売された。
東京大学発明研究協会会長とされる中松が協力し、学研中松研究所がハードウェアを開発。
1978年7月には「ホームラーン」（HomeLearn）へと名前が変更された。